# Vertrag von Senlis (1493)

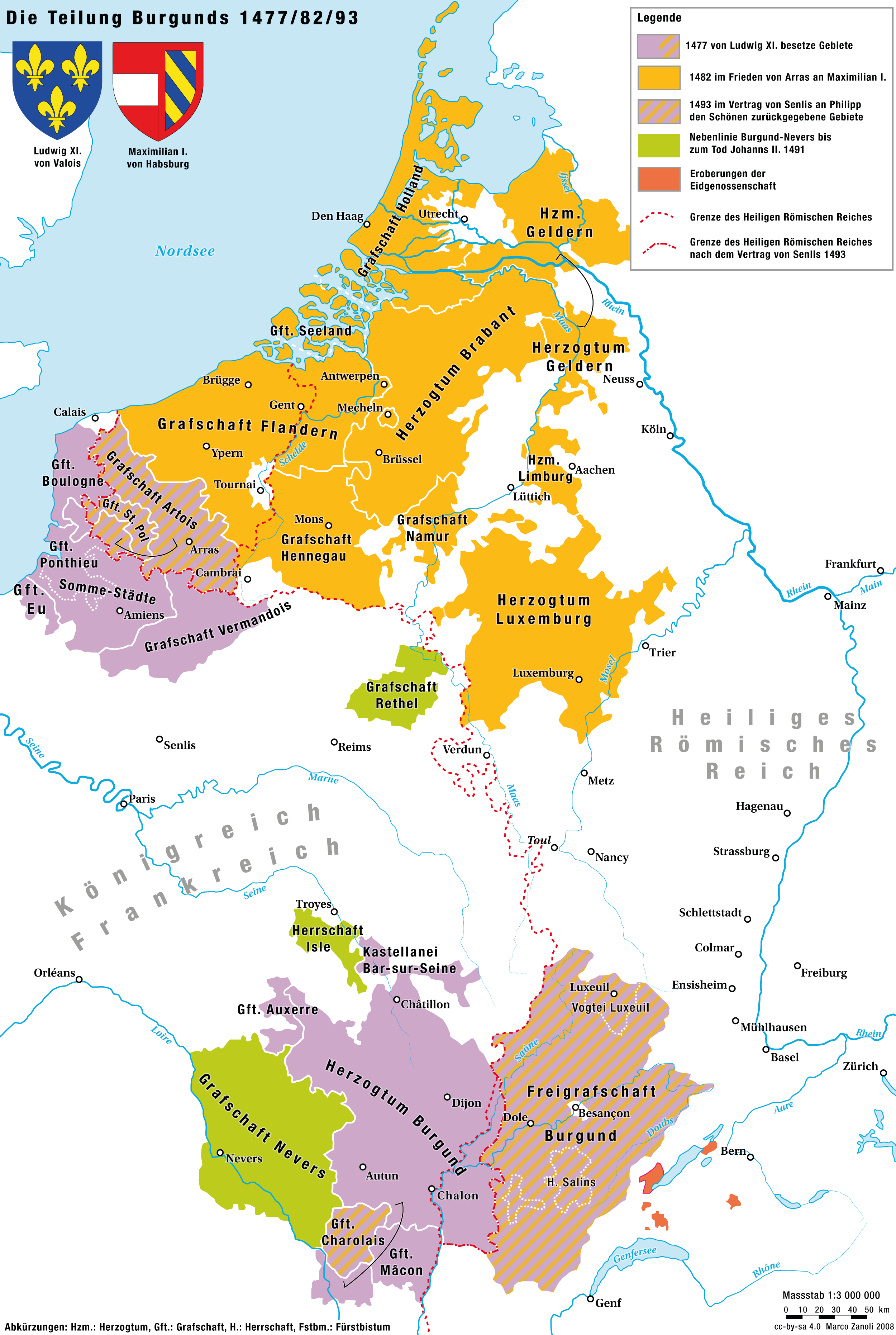
Die Aufteilung des burgundischen Erbes zwischen Frankreich und Habsburg bis 1493

Der Vertrag von Senlis, auch Frieden von Senlis, war ein am 23. Mai 1493 in Senlis (Oise) geschlossenes Abkommen zwischen dem Habsburger Maximilian I. und dem französischen König Karl VIII. Es regelte den zwischen beiden Parteien umstrittenen Besitz des Hauses Burgund, das 1477 nach dem Tod von Karl dem Kühnen in der Schlacht von Nancy ohne männliche Erben war. Der um das Erbe entbrannte Burgundische Erbfolgekrieg (1477–1493) wurde durch den Frieden von Senlis endgültig beendet.
Karl betrachtete Burgund als heimgefallenes Lehen und war bestrebt, vor allem Flandern, das zu den wohlhabendsten Regionen Europas zählte und das ganze Mittelalter über unter französischer Lehenshoheit stand, für sich zu sichern. Dagegen machte Maximilian seinen eigenen Erbanspruch geltend: Er hatte 1477, kurz nachdem Karl der Kühne bei Nancy im Kampf gefallen war, dessen Tochter Maria geheiratet. In der Folge kam es zwischen Frankreich und Maximilian zu kriegerischen Auseinandersetzungen um das burgundische Erbe, die der Habsburger 1479 in der Schlacht bei Guinegate für sich entscheiden konnten. Damit war Flandern im Wesentlichen für Maximilian gesichert, doch musste dieser sich nun mit den selbstbewussten flandrischen Städten auseinandersetzen, die sich einer Zentralisierung der habsburgischen Herrschaft widersetzten. Zudem starb 1482 Maria von Burgund und der französische König erneuerte daraufhin seine Ansprüche. Angesichts des französischen Drucks musste Maximilian Frankreich Ende 1482 im Frieden von Arras den Besitz des Artois und des Herzogtums Burgund sowie der Freigrafschaft Burgund zugestehen, behielt aber Flandern. Vorgesehen war auch ein habsburgisch-französisches Ehebündnis, bei dem Maximilians Tochter Margarethe Karl heiraten sollte. Doch dazu kam es nicht: Karl, seit 1483 französischer König, heiratete stattdessen Anne de Bretagne, was zu einer Verstimmung mit Maximilian führte, da Anne zuvor mit diesem verheiratet gewesen war, die Ehe aber aufgelöst werden musste, da sie ohne Einwilligung von Annes Lehnsherren Karl erfolgt war. 
Maximilian, seit 1493 Nachfolger Friedrichs III. als deutscher König, war mit dem Ergebnis des Friedens von 1482 unzufrieden und versuchte in der Folge, es zu seinen Gunsten zu revidieren. Tatsächlich gelang es seinem Statthalter in Flandern, Albrecht von Sachsen, die unruhigen flandrischen Städte botmäßig zu machen, während zugleich die Freigrafschaft Burgund erobert werden konnte. Auch die Grafschaft Artois fiel in die Hände Maximilians. Selbst die Grafschaft Charolais, eine vormals zu Burgund gehörende Enklave an der Loire, gelangte in habsburgischen Besitz, wenngleich als französisches Lehen. Karl sah sich nun im Vertrag von Senlis gezwungen, diese neuen Gegebenheiten anzuerkennen. In einem Geheimzusatz verzichtete Maximilian dafür auf alle Titel und Rechte die Bretagne betreffend. Die Grafschaft Auxonne (davor noch offiziell Reichslehen) blieb dagegen als Teil des Herzogtums Burgund französisch.
Die Reichsgrenze zu Frankreich verlief jetzt von Calais südwärts bis etwa 20 km vor Amiens und dann, an die französische Picardie grenzend, ostwärts parallel zur Somme, wobei Arras und Cambrai an die Habsburger fielen. Die kleine burgundische Grafschaft Rethel blieb französisch, in diesem Abschnitt verlief die Grenze etwa entlang der Maas. Das eigentliche Burgund wurde, ganz wie es in den Zeiten vor Karl dem Kühnen der Fall war, wieder in das französische Herzogtum Burgund und die dem Reich angehörende Freigrafschaft geteilt. 
Damit erreichte die Reichsgrenze gegen Frankreich ihren am weitesten nach Westen vorgeschobenen Verlauf in der gesamten Geschichte, rund 30–40 km westlich der französischen Sprachgrenze. Dies erschien Karl und den folgenden französischen Königen als ein auf Dauer unhaltbarer Zustand. Die Frage nach der Herrschaft über Flandern und Burgund wurde für die folgenden Jahrhunderte zum steten Zankapfel, und der habsburgisch-französische Gegensatz prägte die europäische Politik entscheidend.